# Караагаський сільський округ (Алгинський район)
Караага́ський сільський округ (каз. Қарағаш ауылдық округі, рос. Карагашский сельский округ) — адміністративна одиниця у складі Алгинського району Актюбінської області Казахстану. Адміністративний центр — село Самбай.
Населення — 1236 осіб (2021; 1251 у 2009, 1101 у 1999, 1079 у 1989).
Станом на 1989 рік існувала Карагаська сільська рада (села Самбай, Шибаєвка).

## Склад
До складу округу входять такі населені пункти:
| Населений пункт | Стара назва | Населення, осіб (1989) | Населення, осіб (1999) | Населення, осіб (2009) | Населення, осіб (2021) |
| --------------- | ----------- | ---------------------- | ---------------------- | ---------------------- | ---------------------- |
| Самбай, село    | -           | 809                    | 738                    | 816                    | 695                    |
| Нурбулак, село  | Шибаєвка    | 270                    | 363                    | 435                    | 541                    |